# Winger (album)
| Recensione | Giudizio |
| ---------- | -------- |
| AllMusic   |          |

Winger è il primo album in studio del gruppo musicale statunitense Winger, pubblicato il 10 agosto 1988 dalla Atlantic Records.

## Descrizione
La scritta Sahara, che appare in basso nella parte destra della copertina, doveva inizialmente rappresentare il titolo dell'album e il nome della band. Tuttavia ai tempi era già utilizzato da un altro gruppo, per cui la scelta ricadde su Winger. Il vecchio nome venne comunque inserito sulla copertina finale.
L'uscita fu accompagnata da una serie di singoli che ricevettero massiccio airplay in radio e televisione, tra cui  Headed for a Heartbreak e Seventeen, che permisero all'album di raggiungere il 21º posto della Billboard 200 nel febbraio 1989. Complessivamente, il disco ha collezionato un totale di 64 settimane di permanenza in classifica.

## Tracce
1. Madalaine – 3:44 (Kip Winger, Reb Beach)
2. Hungry – 3:58 (Winger, Beach)
3. Seventeen – 4:05 (Winger, Beach, Beau Hill)
4. Without the Night – 5:04 (Winger, Beach, Paul Taylor)
5. Purple Haze – 3:39 (Jimi Hendrix)
6. State of Emergency – 3:37 (Winger, Taylor)
7. Time to Surrender – 4:10 (Winger, Beach)
8. Poison Angel – 3:24 (Winger, Beach)
9. Hangin' On – 3:35 (Winger, Beach, Hill)
10. Headed for a Heartbreak – 5:13 (Winger)
11. Higher and Higher – 3:18 (Winger, Beach) – traccia bonus nell'edizione CD

## Formazione

### Gruppo
- Kip Winger – voce, basso, tastiere
- Reb Beach – chitarra solista, cori
- Paul Taylor – chitarra ritmica, tastiere, cori
- Rod Morgenstein – batteria, cori

### Altri musicisti
- Dweezil Zappa – assolo di chitarra in Purple Haze
- Beau Hill, Ira McLaughlin – cori aggiuntivi
- Sandra Park, Rebecca Young, Hae Young Ham, Maria Kitsopoulos – strumenti ad arco

### Produzione
- Beau Hill – produzione, ingegneria del suono
- Noah Baron, Jimmy Hoyson – ingegneria del suono (assistenti)
- Bob Schwall, Bob Caputo – tecnici
- Stephen Benben – missaggio
- Ted Jensen – mastering presso lo Sterling Sound di New York
- Brad Miskel, Ron Feddor – collaboratori esterni
- Dan Hubp – direzione artistica
- Steven Selikoff – fotografie

## Classifiche

### Classifiche settimanali
| Classifica (1989) | Posizione massima |
| ----------------- | ----------------- |
| Stati Uniti       | 21                |

### Classifiche di fine anno
| Classifica (1989) | Posizione |
| ----------------- | --------- |
| Stati Uniti       | 15        |